# Asilaris peregrinus
Asilaris peregrinus là một loài bọ cánh cứng trong họ Cerambycidae.